# Avec les félicitations du jury
Pour plus de détails, voir Fiche technique et Distribution.
Avec les félicitations du jury, ou Avec Distinction au Québec (With Honors) est une comédie dramatique américaine réalisée par Alek Keshishian, sortie en 1994.
Joe Pesci et Brendan Fraser y jouent notamment un rôle, tandis que Madonna signe le thème principal I'll Remember.

## Fiche technique
- Titre : Avec les félicitations du jury
- Titre original : With Honors
- Réalisation : Alek Keshishian
- Scénario : William Mastrosimone
- Musique : Patrick Leonard
- Photographie : Sven Nykvist
- Montage : Michael R. Miller
- Production : Amy Robinson et Paula Weinstein
- Société de production : Spring Creek Productions et Warner Bros.
- Société de distribution : Warner Bros. (États-Unis)
- Pays de production :  États-Unis
- Genre : Comédie dramatique
- Durée : 101 minutes
- Dates de sortie : 
  - États-Unis : 29 avril 1994

## Distribution
Légende : Version Québécoise = VQ
- Joe Pesci (VQ : Marc Bellier) : Simon Wilder
- Brendan Fraser (VQ : Daniel Picard) : Montgomery « Monty » Kessler
- Moira Kelly (VQ : Violette Chauveau) : Courtney Blumenthal
- Patrick Dempsey (VQ : Gilbert Lachance) : Everett Calloway
- Josh Hamilton (VQ : Jacques Lussier) : Jeffrey Hawks
- Sunshine H. Hernandez (VQ : Geneviève De Rocray) : Marilyn Monroe
- Kurt Clauss (VQ : Daniel Lesourd) : Belle Gueule (VQ) / The Face (V.O.)
- Daniel Blinkoff (VQ : François Godin) : Frank Wilder